# Salma Drugdová
Salma Drugdová (* 9. Dezember 2004 in Zvolen) ist eine slowakische Tennisspielerin.

## Karriere
Im Jahr 2019 wurde Salma Drugdová vom Slovenský olympijský a športový výbor für das Europäische Olympisches Sommer-Jugendfestival, welches zwischen dem 21. and 27. Juli 2019 in der aserbaidschanischen Hauptstadt Baku ausgetragen wurde, nominiert und nahm dort sowohl im Einzel als auch im Doppel teil. Im Einzelwettbewerb erreichte sie das Viertelfinale und belegte nach der dortigen Niederlage in der Endabrechnung den fünften Platz. Gemeinsam mit Irina Balus startete sie im Doppelwettbewerb und mussten sich in der zweiten Runde dem spanischen Doppel geschlagen geben. Zwei Jahre später gab sie ihr Debüt auf der ITF Women’s World Tennis Tour, als sie für die drei im März stattgefundenen ITF-W15-Turniere in der slowakischen Hauptstadt Bratislava jeweils eine Wildcard für die Qualifikation erhielt. Bei allen drei Turnieren konnte sie sich nicht für das Hauptfeld qualifizieren.
In die Saison 2023 startete Salma Drugdová bei dem ITF-W15-Turnier in der ägyptischen Stadt Scharm asch-Schaich und konnte sich dort erstmals für das Hauptfeld qualifizieren. Nachdem sie ihr Erstrundenmatch erfolgreich bestreiten konnte, schied sie in der zweiten Runde gegen ihre Landsfrau Eszter Méri aus. Im Verlauf des Jahres nahm sie an mehreren ITF-W15-Turnieren in der tunesischen Stadt Monastir teil und direkt beim ersten Turnier, welches zwischen dem 3. und 9. Juli 2023 ausgetragen wurde, konnte sie im Doppelwettbewerb gemeinsam mit ihrer Landsfrau Katarína Kužmová das Finale erreichen. Dieses gewannen sie kampflos gegen das Duo bestehend aus Aglaya Fedorova und Jelisaweta Schebekina.
Auf der ITF Women’s World Tennis Tour gewann Drugdová bisher neun Doppeltitel.

## Turniersiege

### Doppel
| Nr. | Datum              | Turnier             | Kategorie | Belag     | Partnerin           | Finalgegnerinnen                       | Ergebnis           |
| --- | ------------------ | ------------------- | --------- | --------- | ------------------- | -------------------------------------- | ------------------ |
| 1.  | 8. Juli 2023       | Monastir            | ITF W15   | Hartplatz | Katarína Kužmová    | Aglaya Fedorova Jelisaweta Schebekina  | kampflos           |
| 2.  | 16. September 2023 | Kuršumlijska Banja  | ITF W15   | Sand      | Mara Guth           | Oleksandra Koraschwili Celine Simunyu  | 5:2 Aufgabe        |
| 3.  | 30. März 2024      | Scharm asch-Schaich | ITF W15   | Hartplatz | Daria Kuczer        | Weronika Ewald Adithya Karunaratne     | 6:4, 6:3           |
| 4.  | 13. April 2024     | Scharm asch-Schaich | ITF W35   | Hartplatz | Zuzanna Pawlikowska | Jelisaweta Schebekina Darja Selinskaja | 6:4, 6:2           |
| 5.  | 4. Mai 2024        | Osijek              | ITF W15   | Sand      | Ivana Šebestová     | Ria Derniković Luna Ivković            | 6:0, 6:2           |
| 6.  | 12. Juli 2025      | Grodzisk Mazowiecki | ITF W15   | Sand      | Ivana Šebestová     | Barbara Kostecka Maja Pawelska         | 6:74, 7:66, [10:3] |
| 7.  | 19. Juli 2025      | Krško               | ITF W15   | Sand      | Amélie Van Impe     | Dora Mišković Antonia Stoyanov         | 6:3, 6:1           |
| 8.  | 2. August 2025     | Rogaška Slatina     | ITF W15   | Sand      | Daria Kuczer        | Laura Cíleková Natália Kročková        | 6:2, 3:1 Aufgabe   |
| 9.  | 9. August 2025     | Slovenske Konjice   | ITF W15   | Sand      | Magdaléna Smékalová | Maddalena Giordano Lara Smejkal        | 7:5, 2:6, [13:11]  |